# Playboy
Playboy (укр. «Плейбо́й») — американський лайф-стайл журнал для чоловіків розважального характеру. Він був заснований в Чикаго в 1953 році Г'ю Гефнером і його колегами, і частково був фінансований за рахунок кредиту від матері Гефнера сумою в $1000. Видання відоме своїми фотографіями оголених і напівоголених моделей (Playmates). Playboy зіграв важливу роль у ході сексуальної революції і залишається одним з найвідоміших у світі брендів, які виросли в Playboy Enterprises, Inc. На додаток до «флагманського» журналу в Сполучених Штатах також виходять спеціальні національні версії Playboy по всьому світу. Українська версія видається з 2005 року (у 2005–2021 — російською, з номера 1 за 2022 — українською мовою).
Журнал має насичену історію публікацій коротких оповідань від відомих письменників, таких як Ернест Гемінгвей, Джон Апдайк, Ян Флемінг, Володимир Набоков, Сол Беллоу, Чак Паланік, П. Ґ. Вудхауз, Харукі Муракамі, і Маргарет Етвуд. Playboy публікує щомісячні інтерв'ю з відомими громадськими діячами, художниками, архітекторами, економістами, композиторами, диригентами, кінорежисерами, журналістами, письменниками, драматургами, релігійними діячами, політиками, спортсменами і водіями автомобілів. Журнал в цілому відображає ліберальну редакційну позицію, хоча часто містить інтерв'ю з консервативними знаменитостями.

## Історія публікацій

### 1950-ті
Спочатку Гефнер хотів назвати журнал «Stag Party» («Парубоча вечірка») і навіть попросив свого друга А. Міллера намалювати емблему для журналу, той намалював оленя (гра слів: англ. stag може означати і «парубок» і «олень»), одягненого в смокінг. Задуму Гефнера завадив уже існуючий журнал «Stag magazine», який заявив про свої права на видання. Гефнеру в терміновому порядку довелося міняти назву журналу — його запозичили в маленької компанії з продажу автомобілів — «Playboy» (від англ. playboy — «гульвіса», «марнотратник життя»). Емблему кролика, тепер уже впізнавану у всьому світі, намалював художник — Арт Поль. Його кролик теж красувався в смокінгу. Чому вибір припав саме на кролика? Як зізнався згодом Г'ю Гефнер, через прихований сексуальний підтекст, а смокінг уособлював інтелектуальність читача.
Перший номер журналу «Playboy» укладався Гефнером на власній кухні, оскільки про окреме приміщення для редакції годі було й мріяти. Ідея про те, щоб розміщувати на розвороті журналу красуню прийшла з армійського минулого Г'ю: він згадав, як пришпилював біля ліжка фотокартки дівчат-кінозірок. Звернувшись до приятеля Джона Баумгартена — власника компанії з випуску календарів з красунями, — Гефнер одержав у нього фотографію молодої актриси Норми Джин Мортенсон (Мерилін Монро). Саме її фото помістили на обкладинку першого номера журналу, який приніс Гефнеру дохід і можливість випустити другий номер журналу. У 1955 році Гефнер вирішує поміщати в журналі фото не тільки кінозірок, але й звичайних дівчат, наділених красою. Зокрема, під вигаданим ім'ям Джанет Пілгрім на обкладинці журналу з'являється фото дівчини, що в редакції займалася передплатою. Таким чином у підсвідомості читачів закріплюється думка про те, що красиві дівчата не так недосяжні — вони буквально по сусідству.
У 1950-ті роки зародилася легенда навкруги Гефнера для його дівчат-моделей, ця легенда пов'язана з маркуванням на обкладинці журналу. З 1955 до 1976 року (за винятком шести місяців 1976 р.) літера «Р» в назві Playboy була надрукована в зірках, або вони були навколо неї. За легендою кількість цих зірок відповідала кількості разів коли Гефнер спав з дівчиною, або це було місце у рейтингу привабливості, чи оцінка дівочих умінь в ліжку. Але насправді ці зірки, кількість яких була від 0 до 12, вказували на внутрішній і регіональній рекламний регіон.

### 1960—1990
З 1966 по 1976 р. в журналі працював редактор фантастики Робі Макоулі. Протягом цього періоду журнал опублікував таких авторів як з Сол Беллоу, Джон Апдайк, Джеймс Дікі, Джон Чівер, Доріс Лессінг, Джойс Керол Оутс, Володимир Набоков, Майкл Крайтон, Джон ле Карре, Ірвін Шоу, Жан Пастир, Артур Кестлер, Ісаак Башевис Зінгер, Бернард Маламуд, Джон Ірвінг, Енн Секстон, Надін Гордімер, Курт Воннегут і Джеймс Патрік Донліві, а також вірші Євгена Євтушенка. Після досягнення піку популярності в 1970-х роках, відбулося зниження обігу і впав рівень культурної значущості через конкуренцію в різних галузях. На відповідь Playboy спробував відновити свою владу над чоловічою аудиторією віком 18-35 років, робилося це завдяки невеличким змінам у змісті та додаванням актуальних і цікавих для аудиторії матеріалів, таких як інтерв'ю з хіп-хоп артистами. Крісті Гефнер, дочка засновника Г'ю Гефнера, приєдналася до журналу в 1975 році і стала главою компанії в 1988 році. У 2008-му вона оголосила, що покине місце очільника компанії у 2009 році, і сказала, що обрання Барака Обами президентом надихнуло її присвятити більше свого часу благодійності, а також, що рішення піти у відставку було її власне.

### Після 2000-х
Журнал відсвяткував своє 50-річчя в січні 2004 року. Свята проходили в Лас-Вегасі, Лос-Анджелесі, Нью-Йорку та Москві протягом року. Підбиваючи підсумки журнал складає різноманітні щорічні рейтинги та списки. Одним з найпопулярніших є щорічний рейтинг найкращих «Вечірок факультету» серед усіх університетів і коледжів США. У 2009 році журнал використовує такі критерії для формування рейтингу: бікіні, розум, кампуси, секс і спорт. Перше місце в 2009 році дісталося Університету Маямі.
У червні 2009 року журнал скоротив графік публікацій до 11 номерів на рік, із загальним випуском липень/серпень. Лондонська Daily Telegraph повідомила, що Г'ю Гефнер продав свій Англійський Садибний будинок (поруч зі знаменитим особняком Playboy) за 18 мільйонів доларів, що на $ 10 млн менше, ніж у початкова ціна. Також через значні втрати у вартості компанії (від $ 1 млрд в 2000 році до $ 84 млн у 2009 році) видавницька імперія Playboy була виставлена на продаж за $ 300 млн. У грудні 2009 року, журнал ще більше зменшив графік публікації — 10 номерів на рік, із загальним січень/лютий. У жовтні 2015 року Playboy оголосив, що починаючи з березня 2016 року їх випуски більше не будуть містити фотографії повністю оголених дівчат. Генеральний директор журналу Скотт Фландрія визнав, що журнал не здатен конкурувати з вільно доступною інтернет-порнографією. За його словами: «Тепер ми на відстані одного кліку від будь-якого уявного статевого акту безкоштовно. Тому це просто застаріло на даному етапі». Гефнер погодився з цим рішенням. Перероблений Playboy, однак, буде як і раніше обирати дівчину місяця і фотографії жінок, але вони будуть мати вікову заборону для дітей у віці до 13 років. Цей крок не вплине на PlayboyPlus.com (який включає підписку на оголені фото). На прийняття цього рішення вплинули такі країн як Індія и Китай, де журнал добре продається, але має проблеми через ліцензування і девіантний зміст.
В березні 2020 року вийде останній випуск друкованої версії журналу. Однією з причин закриття є спалах коронавірусу у світі.

### Історія тиражу та статистика
Пік популярності Playboy був у листопаді 1972 року, за цей місяць було продано 7 161 561 примірників. На обкладинці була модель Пем Ролінгс, сфотографував її Роланд Шерман. Чверть всіх американських хлопців-студентів купували журнал кожен місяць або передплачували його

## Особливості та формат

### Логотип
Знаковим талісманом журналу є стилізований силует кролика, що носить краватку-метелик, цей логотип був створений артдиректором Playboy Полом Артуром. Спочатку його було намальовано як виноску в другому номері, але він був прийнятий як офіційний логотип і з'являється відтоді у всіх номерах. Як жарт цей логотип ховають десь на обкладинці журналу, будь то малюнок чи фотографія. Гефнер сказав, що він обрав кролика для логотипу через його «гумористичний сексуальний підтекст», і тому, що зображення було «жвавим і грайливим».
Ось як Г'ю Гефнер обґрунтував свій вибір логотипа в розмові з італійською журналісткою Оріаною Фаллачі: «Кролик, чи заєць, в Америці має сексуальне значення; і я вибрав його, тому що це свіжа тварина, сором'язлива, жвава, стрибка — сексуальна. По-перше, коли кролик вас внюхає, то тікає, але потім він повертається, і ви відчуваєте, як ніби пестите його, граєтесь з ним. Дівчина нагадує кролика. Радісна, жартівлива. Розглянемо тип дівчини, яку ми зробили популярною — дівчину місяця. Вона не є складною, це не та дівчина якої ви не можете дістатися. Вона молода, здорова, проста дівчина — дівчина, яка живе по сусідству… ми не зацікавлені в таємничій, фатальній жінці, яка носить елегантну нижню білизну з мереживом, і вона сумна і якась нечиста думками. Дівчина Playboy не має мережив, не має спідньої білизни, вона гола, добре вимита водою і милом, і вона щаслива.» Жвавий кролик швидко став популярним символом у чоловічій культурі, тому став прибутковим джерелом доходу для мерчандайзингу Playboy. У 1950-ті роки він був прийнятий як військовий знак літака-винищувача VX-4 дивізії МВФ.

### Інтерв'ю в Playboy
Крім розпусти велика частина Playboy протягом більшої частини свого існування була «Playboy Інтерв'ю» — це змістовна і об'ємна (як правило, кілька тисяч слів) розмова між відомою особистістю та інтерв'юером. Наприклад, історик Алекс Хейлі кілька разів виступав в ролі інтерв'юера Playboy, він брав інтерв'ю у Мартіна Лютера Кінга молодшого, Малькольма X і засновника Американської нацистської партії Джорджа Лінкольна Рокуелла в квітня 1966 року, а потім написав у співавторстві його автобіографію. Одним з найвідоміших інтерв'ю журналу була розмова з тодішнім кандидатом в президенти Джиммі Картером в листопаді 1976 року, в якому він заявив, що «я вчинив подружню зраду в моєму серці багато разів.». Також виходили інтерв'ю з Фіделем Кастро та Альбертом Швейцером. Інший розділ типу інтерв'ю, названий «20Q» (гра в двадцять питань), був доданий у жовтні 1978 року, Шеріл Тігс був першим героєм цього розділу.

### Рубрика «Rock the Rabbit»
«Rock the Rabbit» — щорічні ілюстровані музичні новини, публікуються в березневому випуску. Яскраві зображення рок-груп фотографував музичний фотограф Мік Рок. Для святкових подій «Rock the Rabbit» модельєри проєктують футболки, натхненні логотипом журналу, для кожної групи. Футболки продавали в роздріб та на аукціоні, все для того, щоб зібрати гроші для боротьби зі СНІДом в Lifebeat: Музична індустрія бореться зі СНІДом. Відомі групи та виконавці, які були представлені в Rock the Rabbit: MGMT, Daft Punk, Іггі Поп, Duran Duran, Flaming Lips, Snow Patrol і The Killers.

### Фантастика у «Playboy»
У часописі публікувалися ледь не усі знамениті класики фантастики: Роберт Гайнлайн, Артур Кларк, Рей Бредбері, Фредерик Пол, Айзек Азімов, Філіп Дік, Френк Герберт, Аврам Дейвідсон, Альфред ван Вогт, Річард Метісон, Деймон Найт, Вільям Тенн, Теодор Стерджон, Джеймс Бліш, Пол Андерсон, Роберт Шеклі, Курт Воннегут, Філіп Дік, Урсула Ле Гуїн, Джеймс Баллард, Доріс Лессінг, Томас Діш, Нормен Спінред, Майкл Крайтон, Джордж Алек Еффінджер.

### «Ключі від дверей»
У 1955 році в Playboy з'являються оголошення, що пропонують придбати «ключі від дверей» чиказького клубу Gaslight. Така рекламна акція викликала величезний ажіотаж у чоловічої частини населення. Гефнер приймає рішення відкрити свій власний клуб. Атмосферу закладів Playboy створювали «дівчата Банні» (англ. Bunny girls). Форма дівчат складалась з боді, ззаду якого був пухнастий кролячий хвостик, на голові обов'язковий елемент — кролячі вушка. Чоловікам торкатися до «дівчат Банні» було заборонено. «Дівчата Банні» стають секс-символами свого часу, але це триває доти, поки цінності американського суспільства знов не трансформуються. У 1980 році в пресі починається цькування журналу активістами боротьби зі СНІДом і захисниками прав жінок. Наклад журналу падає, Гефнер зазнає збитків, а заходи по боротьбі з порнографією, вжиті президентом Рональдом Рейганом, призводять до того, що журнал перестає видаватися в тисячах точок дистриб'юторської мережі. У 1985 році Гефнер переносить інсульт і кермо влади виданням бере в свої руки дочка Г'ю Гефнера — Крісті Гефнер. На даний, момент основна функція, яку виконує Гефнер — це вибір моделі для обкладинки журналу номера.

### Реклама і нестандартні рішення «Playboy» з популяризації свого видання.
Журнал славиться своїми нестандартними рішеннями щодо реклами. Багато хто не може забути білборд німецького підрозділу BBDO, на якому були зображені груди дівчини в білій футболці з написом: «Хлопці, моліться про дощ». У разі потрапляння вологи на білборд під футболкою просвічувалися оголені груди дівчини.
Цікаву акцію для аргентинських дівчат придумала агенція Grey Argentina в 2010 році під гаслом «Я теж можу стати дівчиною місяця». У громадських душах і туалетах наклеїли зображення фотографа з камерою, який нібито знімає модель, а також випустили пляжні рушники, виконані так, що дівчина, лягаючи на нього, ніби потрапляла на обкладинку еротичного журналу. Бразильське рекламне агентство Neogama BBH випустило принти на замовлення Playboy. Зображення чоловічих рук з намальованими на них дівчатами топлес супроводжував слоган: «Задоволення в твоїх руках». Левову частку свого капіталу Playboy отримав завдяки своєму логотипу — голові кролика. Підрозділ Playboy Licensing займається продажем прав на розміщення логотипу компанії, особливо кролик популярний у виробників одягу, власників казино, клубів.

### Моделі PLAYBOY
Моделями журналу побувало багато відомих жінок: Шерон Стоун; Анджеліна Джолі; Демі Мур; Памела Андерсон; Ніколь Кідман; Шарліз Терон. Гонорар «дівчини місяця» Playboy (Playmate) журнал не розголошує. Кандидаток на роль «дівчини місяця» в США шукають агенти. Дівчата яких затвердять для зйомок, підписують контракт і суворо зобов'язані його дотримуватися. Два роки дівчина зобов'язана з'являтися на заходах Playboy, конференціях, вечірках журналу у всіх країнах. Брати участь у будь-яких проєктах, зйомках для інших аналогічних видань суворо заборонено. Але, це того варто, у «дівчини місяця» є непогана можливість стати відомою моделлю. А якщо пощастить стати «дівчиною року» в США, дівчина отримає непогане відшкодування за будь-які незручності у вигляді 100 тис. дол. оплати своєї праці.

## Інші видання

### Спеціальні видання
Спеціальні випуски Playboy являють собою спін-офф серії, що містять гламур і еротичні ню-фотографії. Спочатку вони були нечастими, а пізніше стали напіврегулярними виданнями, виходили з 1964 до 2012 року. На відміну від щомісячного журналу, в якому є безліч статей, колонок громадської думки і творів художньої літератури, єдиний текст, знайдений в спеціальних виданнях, це підписи до фотографій і читацькі листи. Два номери зазвичай публікуються щомісяця. Ранні випуски, починаючи з 1983 року, вміщували приблизно 100 сторінок старих невикористаних фотографій для Playboy. Видання початку 1990-х стали розміщати ряд «разових» моделей, куплених оптом від гламурних фотографів. До середини 1990-х років Playboy створював контент шляхом змішування знімків «дівчат місяця» з новими моделями, деякі з яких незабаром ставали такими ж популярними, як самі «дівчата місяця».
Спеціальні видання:
1. «Книга спідньої білизни» (Book of Lingerie)
2. Знаменитості
3. «Студентки коледжів» (College Girls)
4. «Дівчата світу/Жінки світу» (Women of the World/Girls of the World)
5. «Оголені» (Nudes)
6. «Пошук Дівчат „Плейбою“» (Playmate Search)
7. «Дівчата „Плейбою“» (Playmates)
8. «Хтиві лисиці» (Voluptuous Vixens)
9. «Вологі і Дикі» (Wet & Wild)
10. Єдиний знімок

### Шрифт Брайля
Національна бібліотека служби для сліпих та інвалідів (NLS) опублікувала шрифтом Брайля видання Playboy з 1970 року. Версія Брайля містить у собі всі написані в журналі тексти, але немає зображень. Конгрес припинив фінансування перекладу журналу шрифтом Брайля в 1985 році, але окружний суд США під керуванням судді Томаса Хогана скасував рішення на підставі Першої поправки.

### Он-лайн
Зростання популярності Інтернету спонукало журнал розробити офіційний вебсайт під назвою Playboy, який є офіційним вебсайтом Playboy Enterprises і он-лайн супутником журналу Playboy. Сайт був доступний в інтернеті з 1994 року. Також Playboy розробив платний вебсайт під назвою Playboy Cyber Club в 1995 році, де можна побачити онлайн чати, додаткові ілюстрації, відео дівчат Playboy, які не розміщаються в журналі. Також є архів минулих статей та інтерв'ю. У вересні 2005 року Playboy запустив інтернет-видання журналу Playboy. У 2010 році Playboy представив «Смокінг» — «безпечний для роботи» вебсайт розрахований на молодих чоловіків, в якому уникають оголених зображень або ключових слів, які могли б призвести до бокування сайту на робочому місці. У травні 2011 року Playboy представив i.playboy.com — повна версія без цензури приблизно 700 архівних випусків, орієнтованих на Ipad Apple. Запускаючи архів як вебдодаток, Playboy вдалося обійти контент обмеження Apple App Store і їхню 30 % абонентську плату.

## Цензура
Багато членів Американської релігійної громади виступають проти публікації Playboy. Луїзіанський пастор і автор Л. Л. Клевер написав у своєму трактаті 1974 року «Злі духи інтелектуалізму і логіки», що Playboy закликав молодих чоловіків вважати себе «шукачами задоволення, для яких секс це весело, а жінки — забава».
У багатьох частинах Азії, зокрема в Індії, Китаї, М'янмі, Малайзії, Таїланді, Сінгапурі та Брунеї, продаж і поширення Playboy заборонено. Крім того, продаж і поширення заборонено в більшості мусульманських країн (за винятком Лівану і Туреччини), в Азії та Африці, в тому числі Іран, Саудівська Аравія і Пакистан. Незважаючи на заборону журналу в цих країнах, сам бренд Playboy офіційно може з'являтися на різних товарах, таких як парфуми та дезодоранти.
У 1986 році американський магазин 7-Eleven вилучив журнал з продажу. Магазин повернув Playboy на свої полиці наприкінці 2003 року. У 1995 році Playboy повернувся на полиці Ірландії після 36-річної заборони, незважаючи на наполегливу протидію з боку багатьох жіночих груп.

## Міжнародні видання
- Аргентина (1985—1995, 2006-)
- Бразилія (1975-)
- Болгарія (2002-)
- Колумбія (2008-)
- Хорватія (1997-)
- Чехія (1991-)
- Естонія (2007-)
- Франція (1973-)
- Німеччина (1972-)
- Греція (1985-)
- Угорщина (1989—1993, 1999-)
- Італія (1972—2003, 2008-)
- Литва (2008-)
- Мексика (1976—1998, 2002-)
- Нідерланди (1983-)
- Німеччина (1998—1999)
- Філіппіни (2008-)
- Польща (1992-2019)
- Португалія (2009-)
- Румунія (1999-)
- Росія (1995-)
- Сербія (2004-)
- Словаччина (1997—2002, 2005-)
- Словенія (2001-)
- ПАР (1993—1996)
- Іспанія (1978-)
- Україна (2005-)
- Венесуела (2006-)

### Колишні
- Австралія (1979—2000)
- Грузія (2007—2009)
- Гонконг (1986—1993)
- Індонезія (2006—2007)
- Японія (1975—2009)
- Норвегія (1998—1999)
- Сінгапур
- США (1953-2020)
- Швеція (1998—1999)
- Тайвань (1990—2003)
- Туреччина (1986—1995)

## Цікаві факти
- Можливо це збіг, та обрізане зображення фотомоделі Лени Седерберг з журналу Playboy стало стандартним зображенням для тестування алгоритмів обробки зображень. Це фото в цій галузі відоме просто як «Лена»[24].
- У 1970 році Playboy став першим журналом для джентльменів, надрукованим шрифтом Брайля[25].
- Він також є одним з небагатьох журналів, формат мікрофільму якого був зроблений у кольорі, а не чорно-білим[26].
- Інтерв'ю Девіда Шеффа з Джоном Ленноном і Йоко Оно з'явилося в січні 1981 року, цей випуск був у кіосках на момент вбивства Леннона; інтерв'ю було опубліковано потім у книжковому форматі.
- Памела Андерсон з'являлася на обкладинці Playboy більше, ніж будь-яка інша модель, а конкретно 10 разів у період між 1989 і 2001 роками.
- Роман Рея Бредбері «451 градус за Фаренгейтом», був опублікований на сторінках журналу по частинах в березні, квітні і травні 1954 р.